# Lirula brevispora
Lirula brevispora är en svampart som beskrevs av Ziller 1969. Lirula brevispora ingår i släktet Lirula och familjen Rhytismataceae.   Inga underarter finns listade i Catalogue of Life.